# ۺ
Ṣa (ۺ) est une lettre additionnelle de l’alphabet arabe utilisée dans l’arabi malayalam pour écrire le malayalam mappila, ainsi que dans l’écriture du kumzari.

## Utilisation
Dans l’écriture du malayalam mappila avec l’alphabet arabe, ‹ ۺ › représente une consonne fricative rétroflexe sourde /ʂ/. Celle-ci est représentée avec le ṣa ‹ ഷ › dans l’écriture malayalam.
En kumzari, ‹ ۺ › est utilisé pour transcrire une consonne affriquée palato-alvéolaire sourde /tʃ/ dans l’orthographe d’al-Kumzari,,.